# Kristelig Gymnasium
Kristelig Gymnasium (KG) er en kristen ungdoms- og videregående skole i Bydel Frogner i Oslo, ved strøget Homansbyen. Skolen blev grundlagt i 1913, af fem kristne organisationer, som et privat gymnasium og fik i 1967 også tillagt ungdomsskole. I dag ejes skolen af Det Norske Misjonsselskap, Normisjon og Norsk Luthersk Misjonssamband. KGs ungdomsskoletrinn fik i 2005 det bedste resultat af alle norges privatskoler.
Skolen har ansøgninger end der er plads til. Skolen har derfor valgt at udvide med lokaler i Pilestredet 56. Udvidelsen skete i efteråret 2010. Skolens motto er Mer enn en skole (dansk: Mere end en skole)
Skolen ligger centralt i Oslo.

## Kendte tidligere elever på skolen
- Kronprins Haakon
- Prinsesse Märtha Louise
- Erling Norvik
- Dagfinn Høybråten
- Kirsten Kjelsberg Osen
- Aage Wallin
- Kristin Clemet
- Henrik Syse
- Bjarte Baasland
- Martine Vik Magnussen
- Kåre Willoch
- Martine Aurdal
- Cato F. Sverdrup

## Tidligere rektorer
- Hans Bovim (1955-1985)